# Giovanni Antoni
Giovanni Mario Antoni, detto John (Mombasa, 26 ottobre 1975), è un rugbista a 15 italiano, di ruolo estremo.
Nato in Kenya, da padre con origini italiane, cresce a Durban in Sudafrica dove frequenta l'Institute of Rugby di Stellenbosch.
Giunge quindi in Italia nell'autunno del 2000 dove viene ingaggiato dagli Amatori Alghero. Vanta un'esperienza con la Rugby Roma prima di scendere nelle categorie inferiori.
Fu convocato per il tour della nazionale di rugby a 15 dell'Italia 2001 sebbene non militasse nel massimo campionato, raccogliendo due presenze negli incontri contro Namibia (23 giugno) e Sudafrica (30 giugno).